# Ludwig Ramberg
Ludwig Ramberg, född 2 februari 1874 i Helsingborgs Maria församling, död 25 december 1940 i Uppsala domkyrkoförsamling, var en svensk kemist.

## Biografi
Ramberg erhöll sin skolutbildning i Helsingborg och fortsatte härefter med studier i kemi vid Lunds universitet. Som främsta lärare hade han dels Christian Wilhelm Blomstrand, som undervisade i mineralanalys och organisk syntes, dels Martin Lovén, som hade introducerat ämnet fysikalisk kemi vid Lunds universitet. Ramberg studerade också matematik och fysik samt geologi med mineralogi. Detta gav honom en stor bredd, vilket också kom att karakterisera hans vetenskapliga arbeten. Tidvis arbetade han som amanuens både på den fysikaliska och den kemiska institutionen. Ramberg disputerade 1902 vid Lunds universitet på en doktorsavhandling om kemisk kinetik.
Ramberg tillträdde först en befattning som laborator och ägnade sig härvid åt studier av platinakomplex. Han var samtidigt intresserad av praktiska kemiska frågor och kom att ingå i en kommission med uppgift att undersöka risker med användning av arsenik, som vid denna tid hade blivit en kritisk fråga. Han utvecklade härvid en analytisk metod för att bestämma arsenikhalt, för vilken han tilldelades Kemistsamfundets Norbladspris. Han arbetade också med vattenfrågor åt Malmö, Lund och Helsingborg och genomförde ett flertal konsultuppdrag.
1918 utnämndes Ramberg till professor i kemi vid Uppsala universitet och 1928 blev han där institutionsföreståndare. Han koncentrerade sig härvid på den organiska kemin och på bromering av olika föreningar. 
Ramberg invaldes 1930 i Vetenskapsakademien och var 1927−1940 ledamot av Nobelkommittén för kemi.
Ramberg var också musikintresserad och spelade bland annat flöjt. Under sin tid i Lundmedverkade han som en av de tre huvudförfattarna till studentspexet Uarda, som räknas som ett av de klassiska spexen och som uruppfördes 1908.
Ramberg gifte sig 1917 med Betty Thora Johanna Krabbe (1876−1960). 

## Ludwig Rambergs avhandlingspris
Sektionen för organisk kemi inom Svenska Kemisamfundet kommer från och med år 2022 att vartannat år utdela Ludwig Rambergs avhandlingspris till den mest framstående doktorsavhandlingen i organisk kemi som under de senaste åren lagts fram vid ett svenskt lärosäte. Nomineringsförslag till detta pris kan insändas enligt instruktioner från Svenska Kemisamfundet.